# District de Morrumbene
Le district de Morrumbene est une subdivision administrative de la province d'Inhambane au nord du Mozambique. En 2007, sa population est de 124 471 habitants.

## Source de la traduction
- (en) Cet article est partiellement ou en totalité issu de l’article de Wikipédia en anglais intitulé « Morrumbene District » (voir la liste des auteurs).